# نی-نیت
نی-نیت (انگلیسی: Ni-Neith) یا به‌صورت کامل‌تر حور نی-نیت احتمالاً یکی از فرمانروایان مصر باستان در دوران یش‌دودمانی و متعلق به مصر پیش از تاریخ بوده است. اطلاعات موجود دربارهٔ خانواده، تبار و موقعیت زمانی دقیق این پادشاه تاکنون ناشناخته باقی مانده‌اند.
شناخت ما از نی-نیت تا این لحظه صرفاً محدود به دو کتیبهٔ گِلی روی کوزه‌های سفالی سوخته است که از گور شماره ۲۵۷ در حلوان  به دست آمده‌اند. با توجه به اجرای ناقص و نادقیق این کتیبه‌ها، خوانش نام او قطعی نیست. با این حال، مصرشناسانی چون ادوین فان دن برینک و کریستیان کولر  خوانش این نام را به صورت نی-نیت پیشنهاد و تأیید کرده‌اند. تعیین تاریخ دقیق سلطنت او هنوز در دست بررسی است.